# Medicina mapuche
La medicina mapuche  era fundamentalmente mágico-religiosa, es decir, atribuían la enfermedad a causas sobrenaturales, como maleficios, por lo que su medicina se basaba en rituales o tratamientos con aguas termales y hierbas. 
El tratamiento que más destacaba en la medicina mapuche es la cirugía, debido al gran número de enfrentamientos entre tribus. Por esto, las cirugías eran principalmente para tratar heridas y envenenamientos, además de curar distintos traumatismos, tales como dislocaciones y fracturas. Las heridas eran tratadas con infusiones de plantas medicinales, y por otro lado, los traumatismos eran tratados inmovilizando el miembro dañado y recubriéndolo de pasta hecha de hierbas.
También era común la práctica de la Sangría, que era, por lo general, la cura para una amplia variedad de síntomas. Ésta consistía en hacer pequeños cortes con una piedra finamente afilada llamada "guincubue", recubriendo luego con hierbas astringentes en las heridas. A pesar de que en su dieta era común la sangre fresca de animal, era frecuente en los araucanos sangrar a sus hijos para hacerlos más ligeros y ágiles, pues pensaban que la sangre era salada y esto los hacía más pesados e ineficientes para sus actividades físicas cotidianas, como la guerra y la caza.
En cuanto a su higiene, se caracterizaban por ser muy pulcros. Se bañaban todos los días en arroyos o ríos cercanos, sin importar las condiciones climáticas. Utilizaban como jabón la corteza del árbol quillay, muy abundante en la zona.

## Contexto histórico
El pueblo mapuche nace de un mestizaje entre el pueblo moluche proveniente de la pampa Argentina y los habitantes autóctonos de la región chilena entre el Bio- bio y el Toltén.
Cuando llegaron los españoles, no contaban con un lenguaje escrito, por lo que gran parte de lo que se conoce sobre sus creencias, costumbres y sobre el desarrollo de su medicina proviene de los escritos de conquistadores europeos.

## Principales médicos
Existen varios tipos de médicos mapuches:  Vileus, Ampiver, Lawentuchefes y Machis.
Vileus: Eran los denominados médicos metódicos. Creían que las enfermedades eran causadas por insectos y eran los encargados de combatir las epidemias que aquejaron al pueblo araucano principalmente después de la llegada de los españoles.
Ampiver: Eran los médicos empíricos. Se caracterizaban por utilizar procedimientos y curas simples. Sabían tomar la presión y realizar diagnósticos básicos. Sus tratamientos eran a base de hierbas.
Lawentuchefe: Características sanadoras aplicada a las personas. Dicho conocimiento lo aplica para ayudar a restituir la salud de las personas afectadas de dolencias y males. Debe tenerse presente que el o la lawentuchefe no es chamán y, por tanto, no debe confundirse con un machi. Las funciones del lawentuchefe sólo se limitan al conocimiento herbolario y su aplicación para la sanación de enfermedades. En la actualidad la práctica de este disciplina se haya fuertemente afectada, puesto que la destrucción del bosque nativo ha traído consigo la alarmante pérdida de la flora medicinal. Hoy predomina en el territorio mapuche la existencia de plantaciones de pinos y eucaliptos, plantaciones artificiales de la industria forestal que impiden que bajo su follaje se produzca el crecimiento de otras especie menores. De modo que perdida la flora medicinal o lawen, también se pierde el oficio y los conocimientos de esta medicina ancestral mapuche.

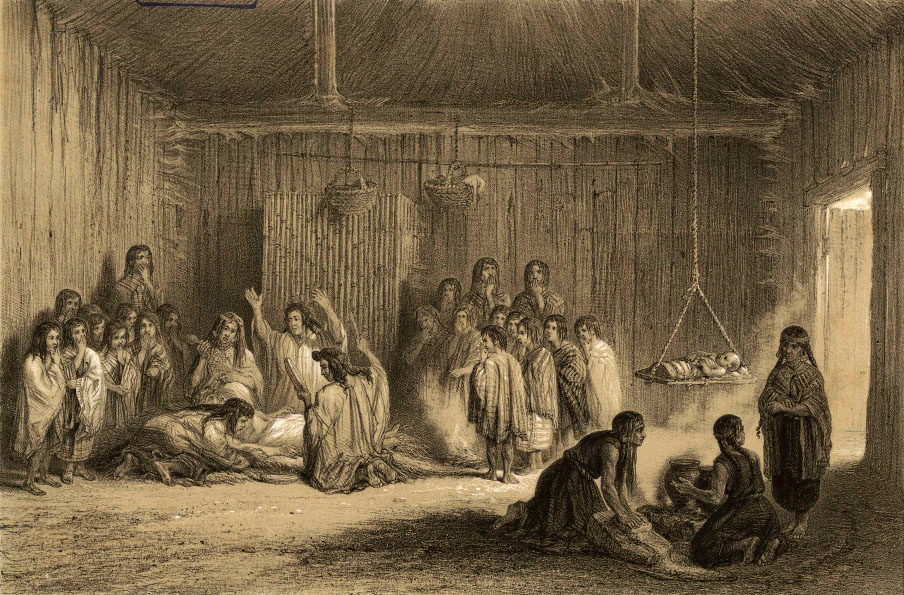
Ceremonia Machitún para los enfermos, encabezada por una Machi.

Machi: Practicaban una medicina mágico-sacerdotal. A este tipo de médicos acudían si los otros dos no habían sido capaces de curar al enfermo. Poseían conocimientos rudimentarios sobre la anatomía y fisiología del cuerpo humano y no eran capaces de relacionar signos y síntomas como vómitos, fiebre, calambres, etc. para hacer el diagnóstico de una enfermedad, pero sí eran capaces de diagnosticar una enfermedad mono-sintomática como sarna, ciática o gota. Poseían un profundo conocimiento sobre aguas termales, siendo capaces de indicar a los pacientes específicamente cual fuente de agua convenía en su caso según la enfermedad que padeciera. Practicaban exitosamente cirugías menores como reducción de fracturas y operación de tumores pequeños y también poseían un profundo conocimiento sobre hierbas medicinales, ya que sabían específicamente que parte de la planta se debía utilizar para aprovechar mejor sus virtudes. Hacían infusiones y ungüentos para tratar a los enfermos en sus diversas patologías.
En caso de que el enfermo no sanara utilizando estos métodos, acudían, como último recurso, a realizar un ritual mágico llamado Machitún. Para llevar a cabo el machitún, se iluminaba la ruka del enfermo y en un rincón se colocaba un montón de hojas de laurel con ramas de Canelo en el centro, en este mismo sitio se preparaba a un carnero para ser sacrificado. Las mujeres entonaban canciones lúgubres, mientras el Machi esparcía humo de tabaco por la habitación y luego se disponía a sacrificar al animal, al cual le sacaba el corazón y lo ensartaba en las ramas del Canelo. Después fingía abrir el abdomen del enfermo para determinar dónde estaba el veneno mágico, finalmente comenzaba a tocar el cultrún y caía al suelo en medio de un trance que lo comunicaba con los espíritus para que lo guiaran en el tratamiento que debía indicar al enfermo.
Existían ocasiones en las que se juntaban estos tres tipos de médicos realizando una consulta en conjunto, la cual se denominaba thauman.
Además de estos tres tipos de médicos, existían otros dos cirujanos. Los Cupove, que eran equivalentes a patólogos. Ellos abrían los cadáveres para buscar el veneno mágico por el cual había muerto el paciente. Y también existían los Gutave o cirujanos por excelencia, que eran los expertos en curar heridas, úlceras y todo tipo de traumas.

## Situación actual
En la actualidad[¿cuándo?] se están desarrollando diversos programas gubernamentales para integrar la medicina tradicional mapuche a la medicina occidental. Para esto, se busca facilitar el acceso del mapuche a la medicina occidental, incorporar su cosmovisión de la medicina y así abordar su salud desde una perspectiva que abarque al indígena dentro de su entorno cultural, familiar y social. Ejemplos de estos programas son: el Programa de Salud Mapuche (PROMAP), la Mesa Local (PROMAP) y el Programa Especial de Salud y Pueblos Indígenas (PESPI). Asimismo, los hospitales interculturales de Nueva Imperial y Cañete, incorporaron el conocimiento ancestral de los machis en áreas destinadas para este tipo de medicina tradicional.